# Eugène Protot
Charles Louis Eugène Protot, dit Eugène Protot, né à Carisey (Yonne) le 27 janvier 1839 et mort à Paris le 17 février 1921, est un homme politique français, avocat, militant blanquiste sous le Second Empire puis délégué à la Justice durant la  Commune de Paris.

## Biographie

### Sous le Second Empire
Fils de paysans très pauvres, il commence sa vie à labourer les champs puis entame l'étude du latin dans son village natal avant de venir, en 1856, passer son baccalauréat et faire son droit à Paris, où il a pour maître et ami Louis-Augustin Rogeard. A cette période, il milite dans les rangs des blanquistes et écrit des articles pour le journal Rive gauche, Le Travail et l'éphémère journal Candide crée par Auguste Blanqui. Le 1er novembre 1865, il assiste au Congrès international des étudiants de Liège et prononce un discours attaquant l'Empire puis participe à un congrès ouvrier se déroulant à Genève. Début 1866, il est compris dans les poursuites contre vingt-quatre personnes (Gustave Tridon, Raoul Rigault, Alphonse Humbert, Gaston Da Costa, Charles Longuet, etc.) comme faisant partie de la société secrète dite du "Café de la Renaissance". Protot est condamné à 15 mois de prison mais arrive à échapper à la police pendant six mois en restant caché chez des ouvriers du Faubourg Saint-Antoine (Paris). Arrêté quelque temps après en face du Palais de justice, il est enfermé à la prison Sainte-Pélagie, en février 1868, pour y subir sa condamnation.

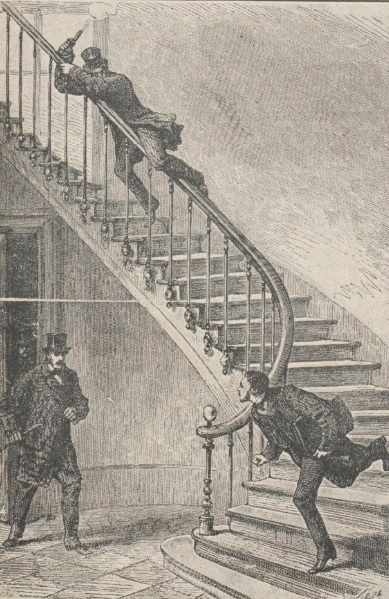
Tentative d'évasion de Eugène Protot le 1er mai 1870 à son domicile.

Une fois sorti de prison, Protot qui avait momentanément abandonné son droit pour la médecine décide de passer sa licence et de faire son stage. Une fois devenu avocat, il défend des opposants au Second Empire et devient très populaire. En 1870, il est l'avocat du blanquiste Edmond Mégy, meurtrier par balle d'un sergent de ville durant une tentative d'arrestation dans le cadre du Complot de Blois. Cependant, Protot est accusé au même moment d'être impliqué dans le même complot que son client et le 1er mai, un commissaire accompagné de deux agents de police se présentent à son domicile, au n°5 (ou 6) rue de Braque, avec un mandat d'arrêt. Alors que le commissaire procède à une perquisition, Protot s'empare de son porte-documents d'avocat contenant le dossier Megy et prend la fuite par l'escalier. Les policiers se mettent à sa poursuite et le commissaire tire aussitôt un coup de révolver en l'air. 

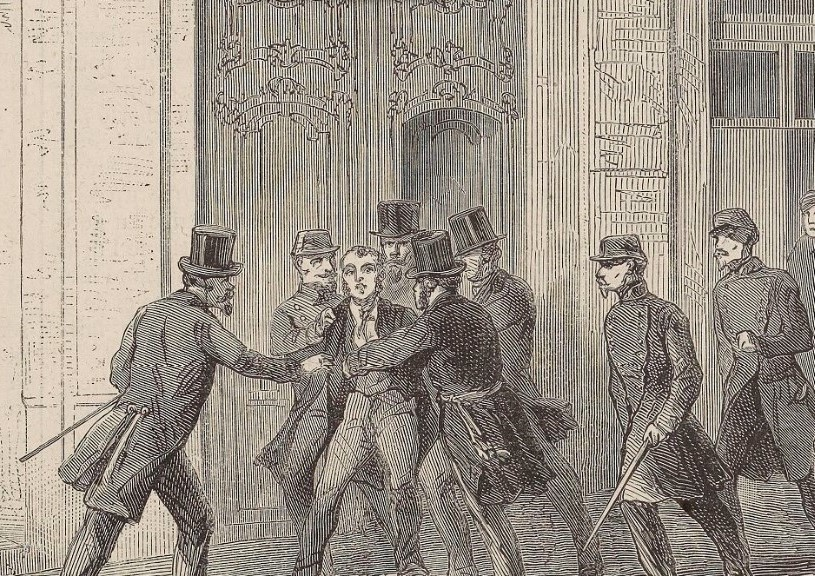
Arrestation de Eugène Protot (au centre) en bas de l'escalier par des policiers.

S'ensuit une rixe qui débouche sur l'arrestation de Protot qui est emmené à la Préfecture de Police. Il est condamné le 30 mai par la Haute Cour, installée à Blois, pour "complot contre la sûreté de l'Etat et la vie de l'Empereur Napoléon III" mais bénéficie d'un non lieu en raison du déclenchement de la guerre avec la Prusse de Bismarck.

### La Commune de Paris et l'exil
Pendant le siège de Paris (septembre 1870 - mars 1871), Protot est maréchal des logis chef de la 2e batterie d'artillerie auxiliaire puis est élu commandant du 217e bataillon de fédérés (ou 213e). Il va aussi défendre certains participants du soulèvement du 31 octobre 1870 et se prononcer comme un adversaire résolu du Gouvernement de la Défense nationale.
Le 18 mars 1871, il rejoint la Commune de Paris après avoir été appelé à l'Hôtel de ville par le Comité central. Le 24 mars 1871, avec Maxime Lisbonne et Paul Antoine Brunel, il commande la manifestation contre la mairie du Louvre (1er arrondissement de Paris). Le 26 mars 1871, il est élu au Conseil de la Commune par le 11e arrondissement de Paris et devient, le 18 avril, délégué de la Commission de Justice. Il propose et fait voter "le décret des otages" et mène une importante politique de réformes et se préoccupant d'enlever à la justice son caractère aristocratique. Les principales mesures qu'il applique vont dans le sens d'une justice gratuite, rendue par des juges élus. Il abolit notamment les charges d'huissier et de notaire et ordonne que tous les offices publics dressent gratuitement les actes relevant de leur compétence. Mais pour pallier la désorganisation occasionnée par le départ de nombreux fonctionnaires pour Versailles, il crée une Chambre des référés (26 avril) et en nomme des juges de paix (3 mai) ainsi que des juges d'instruction (7 et 16 mai), en attendant la reconstitution complète des tribunaux civils par le suffrage universel. Par ailleurs Protot s'efforce d'obtenir un état nominatif des maisons d'arrêt et pousse La Commune à instituer une commission chargée de visiter les prisons pour y recueillir les plaintes des prisonniers. Toujours dans le dessein de supprimer tout arbitraire, il demande à être tenu au courant de tous les mouvements de pensionnaires dans les asiles d'aliénés. (voir l'article La Commune de Paris).

Il combat sur les barricades pendant la Semaine sanglante et est gravement blessé à la joue sur la barricade de la rue de la Fontaine-au-Roi. Après que de nombreux combattant furent tués, il arrive à se cacher et à se procurer un faux passeport lui permettant de rejoindre Genève en octobre 1871 puis Lausanne. Entre-temps, il est condamné à mort par le Conseil de guerre en novembre 1872. Lucien Descaves dans son roman Philémon (1913) décrit sa vie de proscrit :
"Protot, l'ex-délégué à la Justice, qui prenait pension, avec André Slomszynski, chez le pasteur Besançon, recevait des siens une pension modique, lavait son linge dans une cuvette et se perfectionnait assidûment dans l'étude des langues étrangères, tandis que Slom dessinait pour la Suisse illustrée".
Après avoir fait un détour par Berne, Protot se fixe en Italie avec un petit groupe de communards dont Jules Guesde est membre. Après avoir été dénoncés, lui et son groupe sont expulsés par les autorités et ramenés à la frontière Suisse. Par la suite, Protot se rend en Allemagne où il devient un ennemi déclaré des socialistes Allemands puis finit son exil en Angleterre.

### Après l'amnistie
Il revient en France après l'amnistie de 1880, mais le conseil de l'ordre des avocats refuse sa réintégration au barreau. Il collabore aux journaux fondés par Félix Pyat. Après avoir brigué en vain l'investiture des blanquistes parisiens (qui lui préférèrent Frédéric Boulé) en vue de l'élection législative partielle du 27 janvier 1889, il se présente à nouveau candidat quelques mois plus tard dans la deuxième circonscription de Marseille contre Jules Guesde avec le soutien de Pyat. Durant une campagne très agitée, fin 1889, Jules Guesde intente un procès en diffamation à Protot (30 novembre) devant le tribunal correctionnel de Marseille pour s'être fait insulté par celui-ci d'agent salarié de l'Allemagne et d'agent de Bismarck. Le comité soutenant Protot réagit par une affiche :
Citoyens, le candidat Jules Guesde veut nous faire assigner devant les tribunaux parce que le citoyen Protot a dit, ce qui est la vérité : que Jules Guesde est le candidat de Boulanger ; qu'il a déserté sa Patrie en ses jours de détresse et de deuil ; qu'il est l'agent salarié de l'Allemagne. Ne vous laissez pas influencer par cette dernière manœuvre d'un félon aux abois. Ne le suivez pas : il vous mènerait à la Trahison et au Déshonneur ! Fuyez son drapeau et ses partisans. Son drapeau c'est l'Aigle Noir de la Prusse qui, trois fois en 75 ans déchiqueta le cœur de la France (...)
Quand aux comités soutenant Jules Guesde, ils accusent Protot de se livrer à des calomnies, de faire le jeu de la bourgeoisie et de manquer à la "discipline socialiste". Protot perd son procès et est condamné à verser 100 francs d'amende et 300 francs de dommage et intérêt. Finalement, aucun des deux n'est élu et Protot termine à la cinquième position. Quelques années plus tard, Protot qui s'est déclaré l'ennemi juré des marxistes Internationalistes, publie une brochure vindicative en 1895 à l'occasion de la célébration de la Fête du Travail (1er mai) par les marxistes du Parti ouvrier français (POF) qu'il accuse d'être des suppôts et des auxiliaires des socialistes Allemands décrits comme des pangermanistes et des nationalistes. Dans cette brochure, il y attaque notamment Paul Lafargue :

« La social-démocratie a placé un des gendres du prussien Karl Marx, l'heimatlos Lafargue, cubain pendant la guerre de 1870 pour ne pas combattre sa famille allemande, naturalisé français par M. Ranc, pour appuyer la politique des radicaux, élu député français par l'appoint clérical de Lille, pour faire alliance avec les papistes de l'extrême-droite, introducteur de l'anti-patriotisme en France, auteur de : La Patrie, keksekça ? où le démembrement de la France est prédit comme chose juste, fatale et imminente. »

— Les Manifestes de la Commune révolutionnaire contre le premier mai.

Toujours dans la même brochure, il y dénonce "l'Internationale des Karl Marx, des Engels, des Bebel, des Liebknecht, des Vollmar et de toute la social-démocratie officielle de l'Allemagne" qui selon lui aurait pour but "l'extermination des peuples qui nuisent au développement de l'autocratie pangermaniste" et "une refonte des nationalités suivant les vues et les intérêts de l'Allemagne". Dans une autre brochure nommée Chauvins et réacteurs, parue un an plus tôt en 1892, il y dresse une analyse très critique du marxisme qu'il dénonce alors comme une doctrine méprisable : 
"Sous l’inspiration des social-démocrates de Berlin, le marxisme a échoué le socialisme français dans une bénigne et méprisante philanthropie, les bons traitements envers les ouvriers, la sollicitude du gouvernement pour les classes laborieuses [...] Les chefs de ce socialisme néo-chrétien, des oligarques, d’anciens fonctionnaires de l’Empire, des gradués des lettres et des sciences, partagent cet insolent préjugé de leur caste, que le peuple est composé d’individus d’une espèce inférieure [...] L’idée de laver le peuple est une monomanie des marxistes." 
Son patriotisme et son antimarxisme l'amènent, après 1889, à côtoyer d'anciens boulangistes comme Paul Susini, Ernest Roche, Henri Michelin, Émile Goussot, Alfred Gabriel, etc. et à participer au mouvement révisionniste en se présentant comme candidat "socialiste-révisionniste" aux élections de 1893 dans la première circonscription du XIe arrondissement de Paris (il n'est pas élu). En 1898, il se présente à nouveau comme candidat "socialiste-national" avec le soutien du "comité d'Union socialiste" (adhérent au "Comité central socialiste révolutionnaire" fondé par d'anciens blanquistes-boulangistes) au même endroit mais finit par se désister en faveur du radical socialiste Pierre Baudin qui n'est finalement pas élu. 
En 1897, Protot parlant couramment l'arabe et disposant d'une culture Orientale assez vaste décide de venir suivre les cours de l' École des langues orientales comme auditeur libre. L'année suivante, il se fait inscrire comme élève régulier et obtient trois ans plus tard ses diplômes d'arabe littéral et d'arabe vulgaire et obtient ensuite son diplôme de langue persane. Grâce à ses connaissances, il rédige des articles comme par exemple un intitulé "Femmes chrétiennes et musulmanes en Syrie, pendant le XIIe siècle" et collabore à la Revue du monde musulman ce qui lui permet de vivre pendant ses dernières années en plus de son poste de professeur d'arabe pour les élèves de l'École des langues orientales. Il meurt en 1921 d'une pneumonie à l'Hôpital Saint Antoine (Paris) et ses funérailles son organisées dans l'Yonne.

## Publications
- Le Grand Etat-Major allemand et la Démocratie allemande, 1873
- Chauvins et Réacteurs, publications de la commune révolutionnaire, 1892
- Manifeste de la Commune révolutionnaire aux travailleurs de France, 1er mai 1893
- Les manifestes de la Commune Révolutionnaire contre le 1er mai, 1er mai 1895

### Notices biographiques
- Jules Clère, Les hommes de la Commune : Biographie complète de tous ses membres, Paris, Libraire-éditeur É. Dentu, 1871, xiv-195, 1 vol. in-18 (OCLC 457798492, lire en ligne sur Gallica), p. 130-132
  - Jules Clère, Les hommes de la Commune : Biographie complète de tous ses membres, Paris, Libraire-éditeur É. Dentu, 1871, 4e éd. (1re éd. 1871), vi-215, 1 vol. in-18 (lire en ligne sur Gallica), p. 145-147
- Paul Delion, Les membres de la Commune et du Comité central, Paris, A. Lemerre éditeur, août 1871, 446 p. (lire en ligne sur Gallica), p. 167-170
- Bernard Noël, Dictionnaire de la Commune, Coaraze, L'Amourier éditions, coll. « Bio », avril 2021 (1re éd. 1971), 799 p. (ISBN 978-2-36418-060-4, ISSN 2259-6976, présentation en ligne), p. 650-652
- « Notice Protot Eugène [Protot Louis, Charles, Eugène] », sur maitron.fr, Le Maitron, dictionnaire bibliographique du mouvement ouvrier et du mouvement social, Association Les Amis du Maitron (consulté le 17 août 2021)